# Ліпово (гміна Шиплішкі)
Ліпово (пол. Lipowo) — село в Польщі, у гміні Шиплішки Сувальського повіту Підляського воєводства.
Населення — 74 особи (2011).
У 1975-1998 роках село належало до Сувальського воєводства.

## Демографія
Демографічна структура станом на 31 березня 2011 року:
|          | Загалом | Допрацездатний вік | Працездатний вік | Постпрацездатний вік |
| -------- | ------- | ------------------ | ---------------- | -------------------- |
| Чоловіки | 45      | 6                  | 33               | 6                    |
| Жінки    | 29      | 5                  | 14               | 10                   |
| Разом    | 74      | 11                 | 47               | 16                   |